# العلاقات السيراليونية الكورية الشمالية
العلاقات السيراليونية الكورية الشمالية هي العلاقات الثنائية التي تجمع بين سيراليون وكوريا الشمالية.

## مقارنة بين البلدين
هذه مقارنة عامة ومرجعية للدولتين:
| وجه المقارنة                                              | سيراليون       | كوريا الشمالية                        |
| --------------------------------------------------------- | -------------- | ------------------------------------- |
| المساحة (كم2)                                             | 71.74 ألف      | 120.54 ألف                            |
| عدد السكان (نسمة)                                         | 7.56 مليون     | 25.49 مليون                           |
| الكثافة السكانية (ن./كم²)                                 | 105.38         | 211.47                                |
| العاصمة                                                   | فريتاون        | بيونغيانغ                             |
| اللغة الرسمية                                             | لغة إنجليزية   | لغة كوريا الشمالية القياسية ‏          |
| العملة                                                    | ليون سيراليوني | وون كوري شمالي                        |
| الناتج المحلي الإجمالي (بليون دولار)                      | 3.77 مليار     |                                       |
| الناتج المحلي الإجمالي (تعادل القوة الشرائية) بليون دولار | 10.13 مليار    |                                       |
| الناتج المحلي الإجمالي الاسمي للفرد دولار أمريكي          | 653            |                                       |
| الناتج المحلي الإجمالي للفرد دولار أمريكي                 | 1.97 ألف       |                                       |
| مؤشر التنمية البشرية                                      | 0.413          |                                       |
| رمز المكالمات الدولي                                      | +232           | +850                                  |
| رمز الإنترنت                                              | .sl            | .kp                                   |
| المنطقة الزمنية                                           | 00             | ت ع م+08:30، ت ع م+08:30، ت ع م+09:00 |

## منظمات دولية مشتركة
يشترك البلدان في عضوية مجموعة من المنظمات الدولية، منها:
| علم المنظمة | اسم المنظمة              | تاريخ انضمام سيراليون | تاريخ انضمام كوريا الشمالية |
| ----------- | ------------------------ | --------------------- | --------------------------- |
|             | الاتحاد الدولي للاتصالات | 30 ديسمبر 1961        | ?                           |
|             | الاتحاد البريدي العالمي  | ?                     | ?                           |
|             | يونسكو                   | 28 مارس 1962          | 18 أكتوبر 1974              |
|             | الأمم المتحدة            | 27 سبتمبر 1961        | 17 سبتمبر 1991              |

## وصلات خارجية
- موقع وزارة الخارجية الكورية الشمالية